# Таксим (мечеть)
41°02′13″ пн. ш. 28°59′03″ сх. д. / 41.037° пн. ш. 28.984111111111° сх. д.
Мечеть Таксим (тур. Taksim Camii) розташована на однойменній площі у Стамбулі (Туреччина). Будівельні роботи були розпочаті 17 лютого 2017. Мечеть була відкрита 28 травня 2021 року.
Трирівневий комплекс може вміщати до 3000 віруючих одночасно.
Висота мечеті без мінаретів становить приблизно 30 м, як і двох інших історичних храмів в її околицях.
Комплекс мечеті має у своєму складі конференц-центр і виставковий зал, а також підземний гараж.

## Історія
Плани з будівництва мечеті на площі Таксим розроблялися з 1952 року. Так з цією метою була створена «Асоціація з будівництва та підтримці мечеті Таксим», яка, проте, припинила своє існування після військового перевороту 1980 року в Туреччині. Державна рада відмовилася від планів спорудження мечеті на площі Таксим у 1983 році, мотивуючи це тим, що вони не відповідали суспільним інтересам.
Проте мечеть на площі Таким залишалася на порядку денному у урядів Тургута Озала в 1980-х роках і Неджметтін Ербакан в 1996 році. Питання її будівництва активно обговорювалося в засобах масової інформації. Виникали також перешкоди юридичного характеру.
Проблема появи мечеті на площі Таксим, що й була однією з причин масштабних заворушень в країні в 2013 році.
У січні 2017 року будівництво мечеті було схвалено Радою щодо збереження пам'яток культури, що займаються контролем над охоронюваними історичними об'єктами, тим самим було усунуто останню перешкоду на шляху створення на площі Таким мечеті.
Президент Туреччини Реджеп Таїйп Ердоган всіляко підтримував цей проект з тих пір, як став мером Стамбула в 1994 році. Земля, на якій була споруджена мечеть, на початок ХХІ сторіччя належить Головному управлінню фондів.
Мечеть була відкрита з проведенням п'ятничної молитви 28 травня 2021.

## Галерея

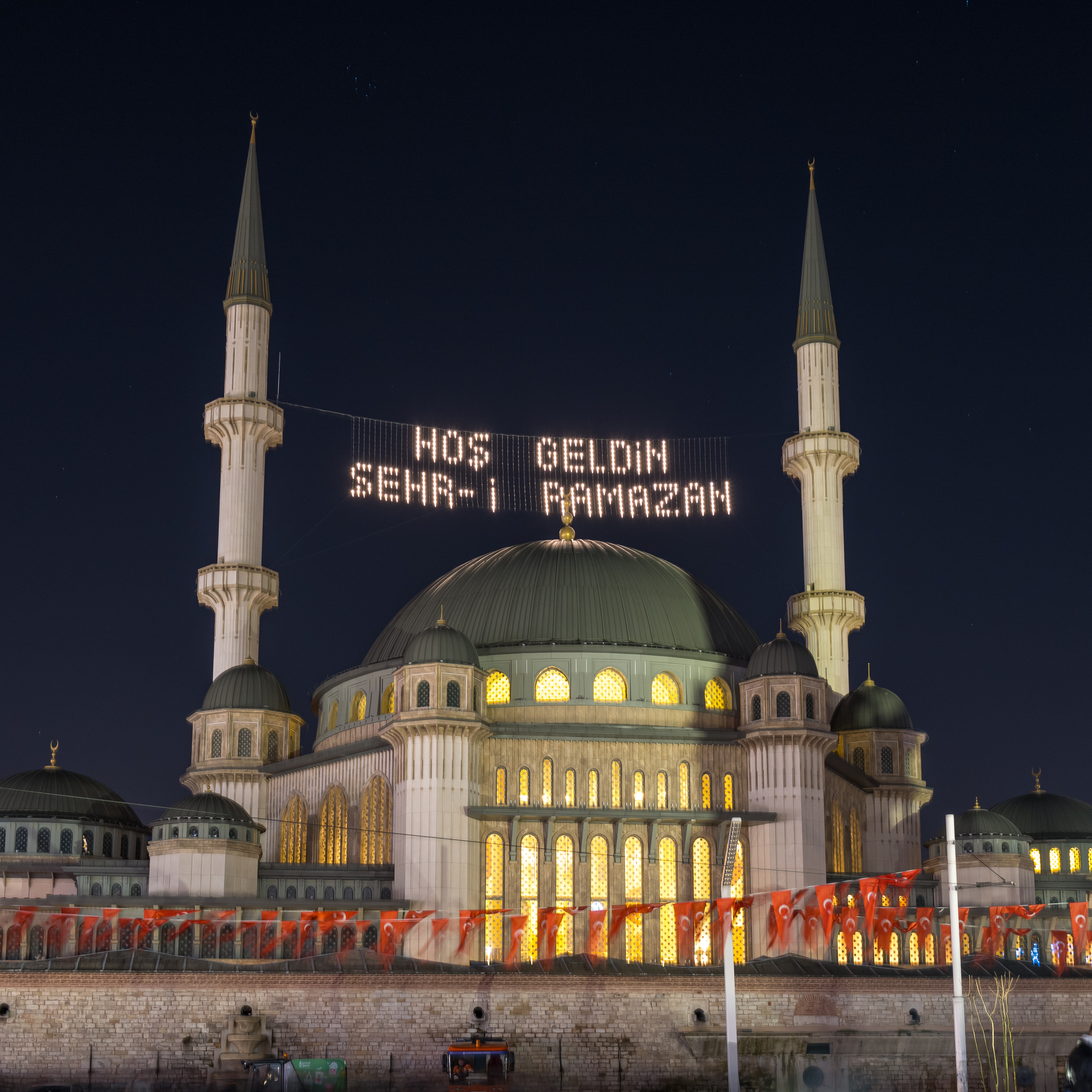
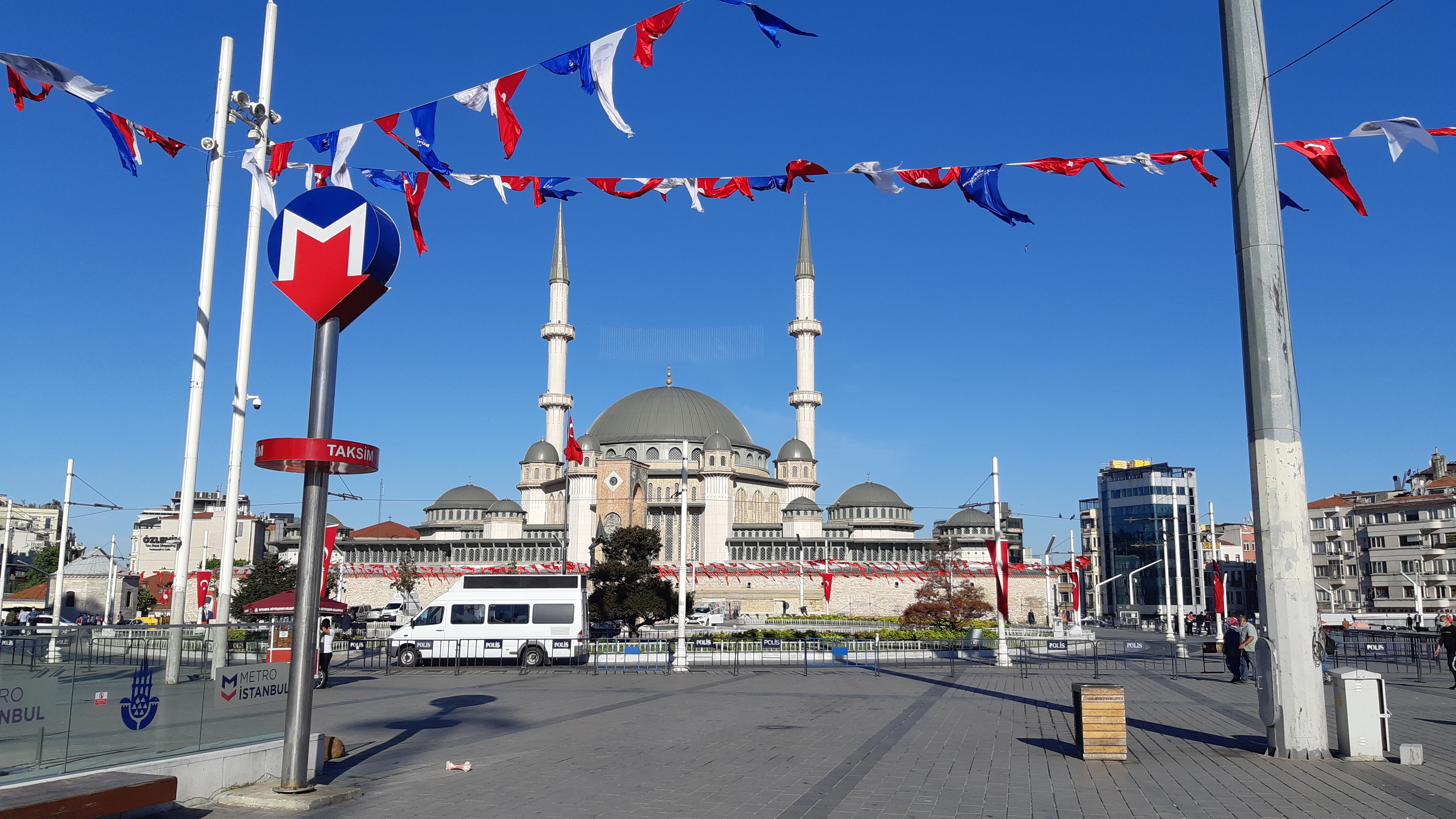
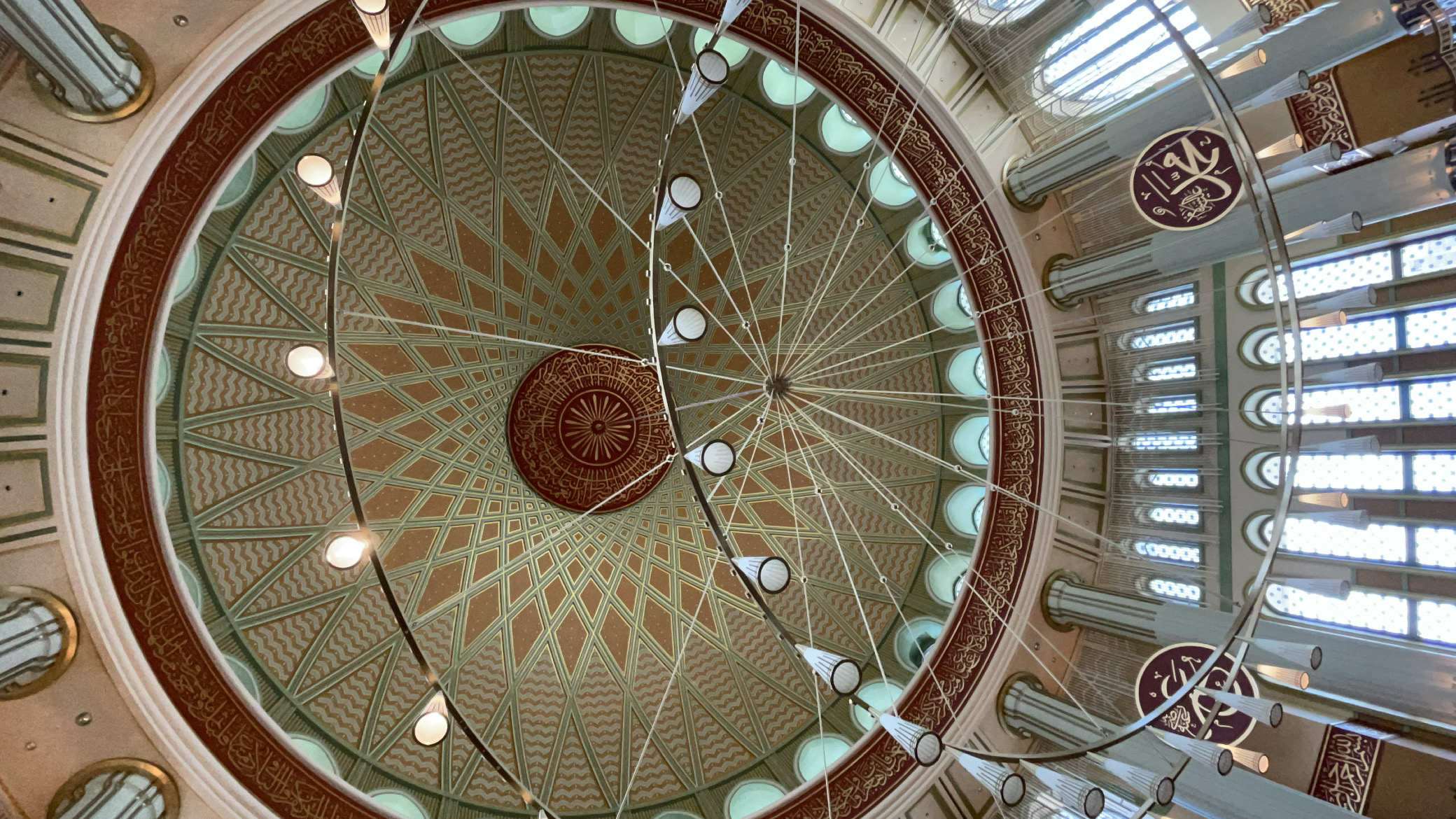
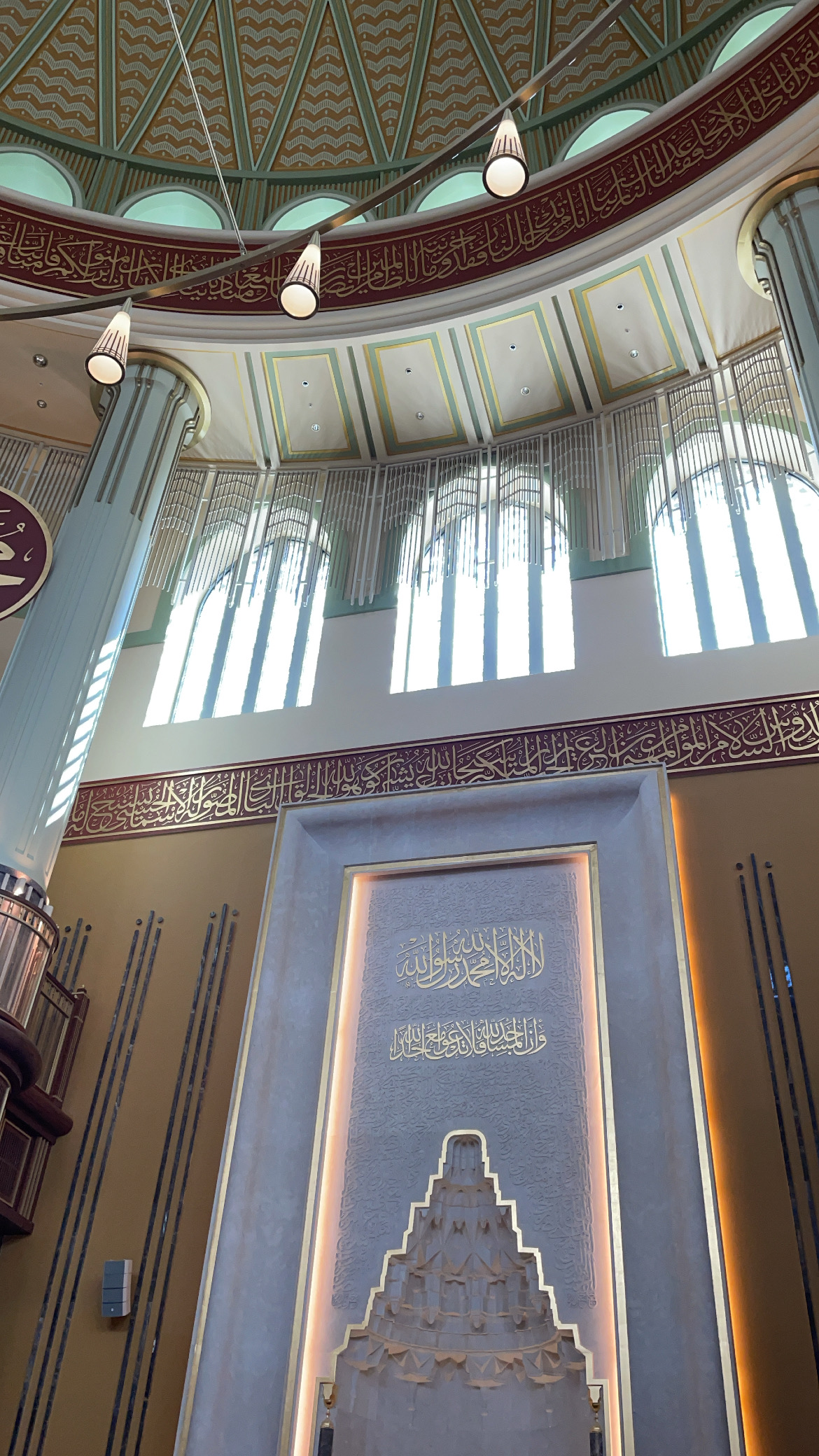